# Liverdy-en-Brie
Liverdy-en-Brie település Franciaországban, Seine-et-Marne megyében. Lakosainak száma 1366 fő (2022. január 1.). Liverdy-en-Brie Ozouer-le-Voulgis, Presles-en-Brie, Châtres és Courquetaine községekkel határos.

## Népesség
A település népességének változása:
| Lakosok száma | 1310 | 1317 | 1342 | 1316 | 1300 | 1285 | 1295 | 1306 | 1366 |
|               | 2013 | 2015 | 2016 | 2017 | 2018 | 2019 | 2020 | 2021 | 2022 |